# Invasioni mongole del Sud-est asiatico
Per invasioni mongole del Sud-est asiatico s'intende lo sforzo bellico sostenuto dall'Impero mongolo prima e, soprattutto, dalla dinastia Yuan (1271-1368) dell'impero cinese dopo per assoggettare i vari regni dell'Indocina e dell'Insulindia dalla seconda metà del XIII secolo (fond. durante il lungo regno di Kublai Khan, 1260-1294) ai primi decenni del XIV secolo.
Inizialmente motivata dalla necessità di aggirare il blocco dell'Impero Song nella Cina meridionale, l'intromissione dei mongoli/Yuan nel complesso scacchiere politico dell'Asia sud-orientale si declinò in diverse campagne di breve durata, non sempre tra loro coordinate, aventi solitamente quale obiettivo la sottomissione e non l'occupazione in pianta stabile di uno o più potentati. La strategia di ridurre gli stati stranieri a vassalli/tributari del Khagan venne applicata tanto ai potentati distribuiti nell'entroterra quanto ai principati ed alle talassocrazie dell'Arcipelago malese.
I mongoli procedettero anzitutto all'occupazione dello Yunnan (il cui inserimento all'interno dei confini della Cina fu in definitiva l'unico significativo mutamento territoriale prodotto da queste campagne), sconfiggendovi il locale regno di Dalì (1253) e sottomettendo le varie tribù semi-autonome locali (1257). Nel 1258, per garantirsi il libero transito in quelle terre nelle manovre anti-Song, i mongoli attaccarono il Đại Việt nel Vietnam del Nord. La morte di Khagan Möngke Khan (r. 1251-1259) e la contesa dinastica tra i suoi fratelli (v.si Guerra civile toluide) distrasse a questo punto gli interessi mongoli dal Sud-est asiatico. Fu solo dopo la presa di potere da parte di Kublai Khan (1264) e la fondazione da parte sua della dinastia Yuan (1271) che i gengiscanidi tornarono a sud dello Yunnan: anzitutto nel regno Pagan, in Birmania (1277-1278), e poi a Champa, nel Vietnam del Sud (1283), spedizione che funse da testa di ponte per un duplice attacco a Birmania (1283-1285) e Vietnam del Nord (1285) i cui esiti inconcludenti motivarono una terza spinta (Birmania 1287 e Đại Việt 1287-1288) parimenti infruttuosa. Anche la spedizione contro la talassocrazia di Singhasari, a Giava, nel 1293 non ebbe esito favorevole.
Nel frattempo, sin dal 1273 lo Yunnan era stato riorganizzato in una provincia ed i potentati locali gestiti tramite il c.d. 土司制度S, Tǔsī ZhìdùP, lett. "Sistema dei capi nativi" (v.si "Tusi"), poi impiegato anche nel Sichuan, in Tibet e nel Gizhou con tale successo da essere poi ripreso ed ampliato dalla successiva dinastia Ming (1368-1644) che scacciò i mongoli Yuan subentrando loro nel controllo dell'Impero celeste. Solo nell'immediata prossimità meridionale dello Yunnan (es. l'Altopiano Shan) le operazioni mongole ebbero successo, garantendo agli Yuan la creazione di un'ampia zona di micro-stati cuscinetto retti da tusi vassalli di Khanbaliq. Per il resto, Kublai e successori dovettero contentarsi di ricevere tributi dai potentati sud-est asiatici.
Le operazioni militari mongole nel Sud-est asiatico, a cominciare da quelle nello Yunnan, furono caratterizzate dal ricorso a frequenti operazioni anfibie, anche tramite traversate marittime di lunga percorrenza (es. la spedizione a Giava del 1293), ed al dispiegamento di forze numericamente non molto consistenti (fatto salvo il massiccio dispiegamento di forze impegnate nel Vietnam del Nord nel 1285 e 1287-1288), per gli standard mongoli. Nella maggior parte dei conflitti, pur vincitori nelle battaglie in campo aperto e negli assedi, i mongolo-Yuan furono fiaccati o sconfitti dalle operazioni di guerriglia messe in atto dal nemico e facilitate dalle asperità dei teatri di scontro (foreste pluviali, montagne, ecc.), dal clima monsonico e dai focolai endemici di malaria, oltre che di altre malattie.

## Contesto

### Il Sud-est asiatico al tempo dell'Impero mongolo

L'Indocina al principio del XIII secolo, all'approssimarsi della minaccia mongola.

Al principio del XIII secolo, il Sud-est asiatico, sia nella sua parte continentale, l'Indocina, sia nella sua parte insulare, l'Insulindia, era interessato da una serie di rivolgimenti politici che stavamo contrapponendo ai secolari centri egemonici nuove compagini statali.
L'Indocina era un mosaico di regni di medie dimensioni, solitamente frutto dell'affermazione statale di distinte etnie:
- il Regno di Pagan, di etnia Mon (austroasiatica), con capitale Bagan, governava dagli anni 870 sull'attuale Birmania ed entrava allora in una fase di declino politico. Insieme al Dai Viet (v. seguito) era il più settentrionale dei potentati indocinesi e contendeva al cinese Regno di Dali (v. seguito) una linea di confine d'impervi terreni montuosi (odierno Stato Shan). Stante lo strisciante declino, era uno dei due principali centri di potere del sud-est asiatico continentale;[2]
- il florido Impero Khmer, di etnia Khmer (austroasiatica), con capitale Angkor, sorto dalla ceneri dell'antico Regno di Chenla (zh. 真臘T, 真腊S, ZhēnlàP, Chen-laW, 550-802), controllava dal IX secolo il territorio della Cambogia ed estendeva le sue propaggini sugli attuali Thailandia e Laos, qualificandosi quale secondo dei centri di potere indocinesi;[2]
- il regno di Hariphunchai, di etnia Mon, fondato dall'omonima città stato nella Thailandia del Nord, sopravviveva come cuscinetto tra Pagan ed i Khmer che avevano ripetutamente tentato di assoggettarlo;
- il regno Đại Việt (zh. 大越S, Hán tựP, lett. "Grande Viet"), o Annam, di etnia Viet (austroasiatica), con capitale Thăng Long (attuale Hanoi), prosperava dagli anni 960, quando i vietnamiti avevano emancipato i territori nel Vietnam del Nord (fond. il delta del fiume Rosso) dalle province meridionali dell'Impero cinese, allora allo sbando per il collasso della dinastia Tang (618-907). Il regno aveva attraversato quattro dinastie (v.si seguito), ognuna delle quali aveva mantenuto un rapporto tributario pacifico con l'impero cinese;
- a sud del Đại Việt, nelle terre dell'attuale Vietnam del Sud, prosperava dal VII secolo il regno di Champa, di etnia Chăm (austronesiana), con capitale Vijaya, grazie al controllo su di uno snodo fondamentale della Rotta delle spezie. Si trattava di una vera e propria superpotenza economica in ragione della triangolazione del commercio di spezie tra Cina, India ed Indocina;
- nella penisola malese sopravvivevano i domini continentali della talassocrazia di Srivijaya (zh. 三佛斉T, SanfoqiP), un tempo potente ma ora costretta a trincerarsi nell'atavica Sumatra perché incapace di fronteggiare la spinta dei più aggressivi vicini,[3] tanto quanto città-stato dalla storia ancora incerta ma la cui vetustà è ben documentate da fonti sia indiane sia cinesi: es. Langkasuka, Tambralinga, ecc.[4]

L'arcipelago malese era parimenti interessato da importante rivolgimenti etno-politici i cui strascichi continentali sopra accennati sono purtroppo, ad oggi, gli unici per noi facilmente tracciabili. Non è infatti ancora chiaro come e quanto la talassocrazia di Srivijaya incentrata su Sumatra fosse sopravvissuta all'invasione dei Chola di Rajendra I del 1025. Certo è invece il peso che avevano acquisito da quel momento in poi i regni, sempre talassocratici, di base a Giava (altro snodo fondamentale della rotta delle spezie) e precedentemente assoggettati a Srivijaya: prima Kediri e, a partire dal 1222, Singhasari.
Le etnie Mom, Khmer e Chăm (tanto quanto i Malesi austronesiani) erano state, nei secoli precedenti, tra i principali propugnatori dell'Indianizzazione del Sud-est asiatico, cioè nella diffusione ivi della cultura dell'India e dell'istituzione di compagini statali monarchiche rifacentisi a modelli indù quanto ad architettura, organizzazione sociale, amministrazione e forze armate.
A partire dal X secolo, la confederazione etnica dei "Popoli tai" (daichi) abbandonò il suo iniziale centro di sviluppo nel Guangxi cinese in favore d'una nuova, vasta area d'insediamento dal nord del Vietnam al nord-est dell'India, precedentemente occupata dai Mon. Gli insediamenti Tai diedero luogo a diversi sottogruppi etnici, tra i quali sarebbero emersi i Lao, i Tai Lü ed i Tai Yuan nelle valli del Mekong, i Siamesi in quelle del Chao Phraya e gli Shan in quelle del Saluen. Tra il XIII e il XIV secolo, tali gruppi avrebbero abbracciato la fede del buddhismo theravada che s'affermò in quasi tutta l'Indocina. I Tai presero gradualmente l'egemonia sulle vecchie municipalità esistenti, a cui diedero il nome di mueang (zh. 勐S, měngP) ed il loro signore fu chiamato saopha (in lingua birmana: sawbwa စော်ဘွား, trascriz. IPA: /sɔ̀ bwá/; chao fa in lingua thai: เจ้าฟ้า e in lingua lao: ເຈົ້າຟ້າ, letteralmente "signore dei cieli"). L'economia si basava soprattutto sul commercio e spesso il chao veniva scelto per la sua abilità in questo campo, più che per le sue doti di guerriero. Le mueang tai nell'entroterra indocinese furono inizialmente assoggettate ai Khmer ma nel Duecento mossero i primi passi della loro indipendenza: es. il Regno di Sukhothai, in Thailandia, emancipatosi dai Khmer nel 1238; il Regno di Lavo, nel Laos, ormai Mon-Tai, emancipatosi poco dopo; ecc. Soprattutto Sukhothai avviò da subito un'aggressiva politica espansionistica, entrando in competizione con il vecchio centro Mon-Khmer di Lavo ed aggredendo i domini peninsulari di Srivijaya.

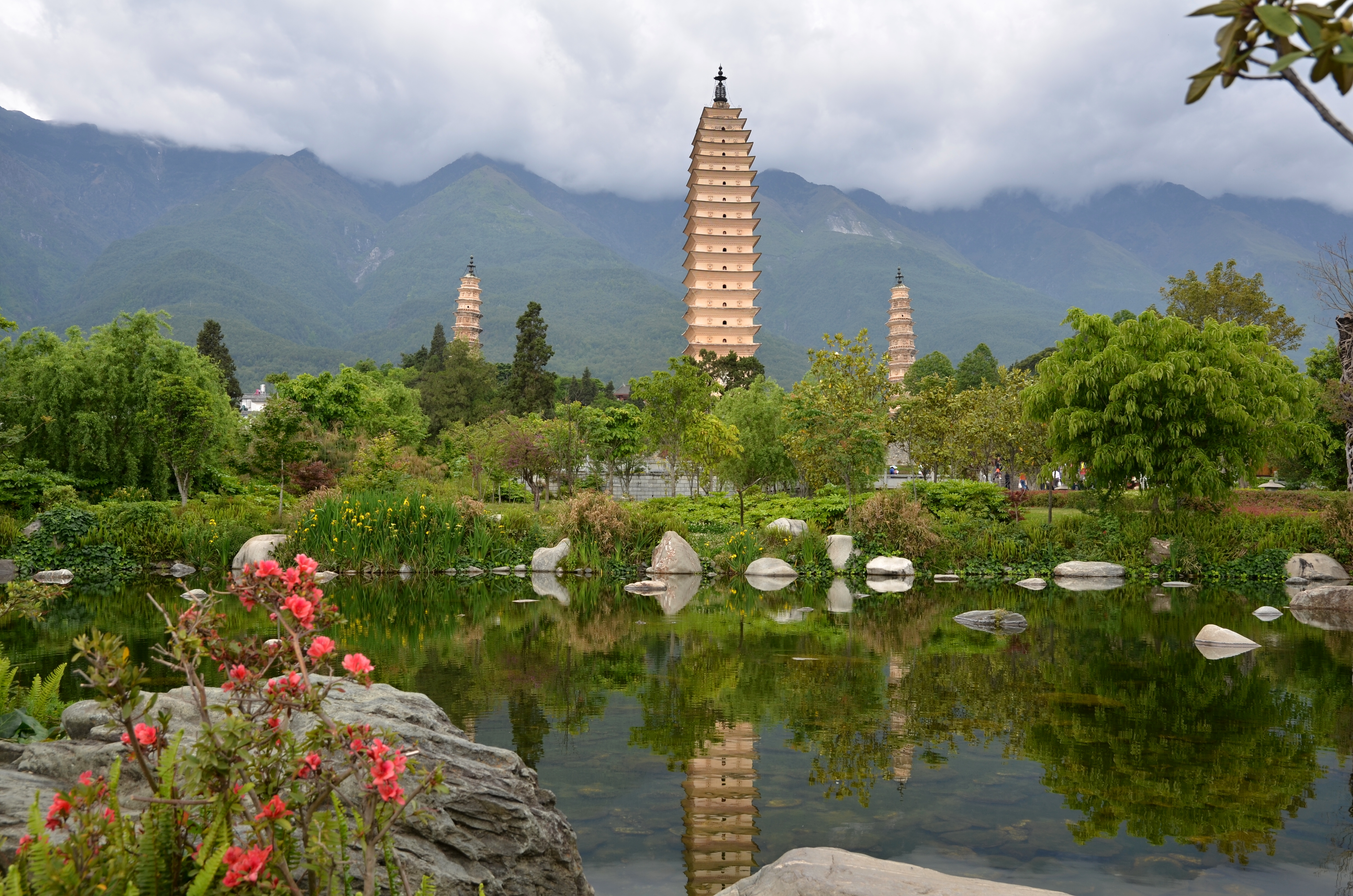
Le tre pagode del Tempio dell'Ammirazione Divina a Dali.

L'Impero cinese era separato dall'Indocina da uno stato cuscinetto di etnia mista Yi-Bai (tibeto-birmani), il Regno di Nanzhao (zh. 南詔T, 南诏S, NánzhāoP, 737-902), poi divenuto Regno di Dali (zh. 大理國T, 大理国S, Dàlǐ GuóP, 937-1253), entrambi con Dali come capitale, chiamati dai birmani "Gandalarit" (ဂန္တလရာဇ်), dal Regno di Gandhāra. I regni basati su Dalì, occupanti il territorio dell'odierno Yunnan (Cina), erano una potenza a sé stante, a volte alleata dell'Impero tibetano (zh. 吐蕃S, Tǔbō / TǔfānP, 618-842) a ovest e altre volte della Cina delle dinastie cinesi Tang e Song (960-1266) ad est. La loro struttura politico-militare si rifaceva al modello cinese pur rimanendo spiccatamente feudale. Gli iniziali rapporti tra Dalì e Pagan, il suo vicino indocinese più prossimo, non sono ad oggi chiari e, poiché già gli eserciti a cavallo di Nanzhao si avventurarono in profondità in quella che oggi è la Birmania, non è escluso un loro collegamento con la fondazione della città medievale di Bagan, capitale del regno di Pagan e/o della stessa dinastia ivi regnante. Al tempo del Regno di Dalì, lo Yunnan era governato dal clan Duan che professava etnia Han (cinese) ed origine nel Gansu anche se quasi certamente si trattava di un clan Bai.

Il confine tra Dali e l'Indocina era un'ampia fascia di terre occupanti le odierne prefetture di Dehong, Baoshan e Lincang nello Yunnan e le regioni di Va e De'ang (presumibilmente nell'attuale Stato Shan settentrionale), che Pagan e Dalì avevano entrambi rivendicato, finendo con l'esercitarvi sfere d'influenza sovrapposte. Si tratta di terreni proibitivi, occupati da alte catene montuose e fitte foreste.

### Peculiarità politiche del Sud-est asiatico "storico"
Il modello di potere politico in uso tra i potentati storici del Sud-est asiatico era il c.d. "Maṇḍala": un sistema di potere "diffuso" nel quale la preminenza locale pesava più della leadership centralizzata, in netta contrapposizione con il sistema politico dell'Impero cinese ancor prima che nel neonato Impero mongolo. Le formazioni politiche asiatico sudorientali erano regni federali, incentrati su mutevoli rapporti di vassallaggio tra centri egemoni (città-stato) e periferia. Un «sistema politico solare» insomma, com'ebbe a definirlo Victor Lieberman riferendosi all'attrazione gravitazionale che il sole esercita sui pianeti. Le aree d'influenza dei centri egemoni maggiori, i mandala appunto, s'intersecavano spesso in corrispondenza di centri minori, costretti, dalla loro posizione di stati cuscinetto, a riconoscersi tributari dell'uno, dell'altro o di entrambi i mandala che li interessavano.
La Cina occupava un posto speciale in questo sistema d'interconnessioni poiché, sin dai tempi dei Tang, spesso i potentati sopracitati a loro volta rendevano omaggio al Celeste Impero, anche se in pratica gli obblighi imposti dai cinesi ai regni minori erano minimi.

### Rapporti di potere
Premesso quanto sopra, appare ovvio quanto i rapporti tra i potentati del sud-est asiatico fossero complessi.

Nel blocco continentale occidentale, il regno Pagan, nonostante l'apparente benessere derivato dal suo status di superpotenza agricola, era ormai risucchiato in una spirale decrescente principiata con l'inizio del secolo. La continua crescita della ricchezza esentasse del clero buddista, pur fonte primaria della prospera economia nazionale, aveva finito con il ridurre notevolmente la base imponibile del regno. La corona aveva perso le risorse necessarie per mantenere la lealtà dei cortigiani e dei militari, provocando un circolo vizioso di disordini interni e sfide esterne. Il primo gruppo di gravi ribellioni nel 1258-1260 nel Arakan meridionale e nel Mottama era stato sedato ma la situazione rimaneva critica. Alla vigilia delle invasioni mongole, dagli uno ai due terzi della terra coltivabile dell'Alta Birmania era nelle mani del clero e la capacità della corona di mobilitare le difese era in serio pericolo.

Nell'Indocina orientale, il rapporto di Champa con il Đại Việt, tanto quanto con i Khmer che dominavano l'entroterra della penisola, s'era improntato, sin dal X-XI secolo, su di un'alternanza di assoggettamento tributario ed emancipazione militari: es. giusto nel 1220 Champa era riuscita a svincolarsi dall'occupazione Khmer in corso dal 1203 (occupazione dovuta alla precedente vittoriosa campagna di Champa ai danni dei Khmer che avevano vista saccheggiata dai sudvietnamiti la loro capitale, Angkor!). Il Đại Việt era stato invece interessato negli anni 1220 da una guerra civile che aveva portato al crollo della dinastia Lý (1009-1225) in favore della dinastia Trần (1225-1400) di etnia Han che aveva cominciato a costruire una forma di governo più improntata al modello "tradizionale" cinese rispetto al tipico mandala sud-est asiatico.

Particolarmente complessi dovevano poi essere i rapporti di potere tra i mandala continentali e quelli insulindiani ma, come sopra accennato, di difficile se non impossibile decifrazione, allo stato attuale della ricerca. Unico dato certo è la crescente potenza, al tempo dell'arrivo dei Mongoli nel sud-est asiatico, della talassocrazia di Singhasari che, con re Kertanegara (r. 1268-1292), allacciò contatti in chiave proprio anti-mongola con Champa ed altri regni indocinesi.

## Le campagne di Möngke Khan
Entro il 1250, l'Impero mongolo fondato da Gengis Khan (r. 1206-1227), controllava vasti tratti dell'Eurasia, tra cui gran parte dell'Europa orientale, l'Anatolia, la Cina del Nord, Mongolia, Manciuria, Asia centrale e Tibet nonché l'Asia occidentale. Era però ancora aperta la contesa con i Song, nel sud della Cina, per l'assoggettamento della totalità dell'Impero Celeste e, in questo contesto, il Khagan (imperatore) dei mongoli, Möngke Khan (r. 1251-1259) pianificò un attacco a tenaglia da tre direzioni contro i Song, aggirandone i confini ai danni dei regni limitrofi. Per evitare un costoso assalto frontale contro i Song, comportante il rischioso attraversamento del basso corso dello Yangtze, Möngke decise infatti di stabilire una base operativa nel sud-ovest della Cina, fuori dalle terre Song, da cui organizzare un attacco al fianco del nemico. Al kuriltai dell'estate 1252, Möngke ordinò pertanto al fratello Kublai di guidare la campagna a sud-ovest contro i Song nel Sichuan. Quell'autunno, 100 000 mongoli avanzarono verso il fiume Tao, poi penetrarono nel bacino del Sichuan, sconfiggendovi un esercito di Song e stabilendovi una base importante.

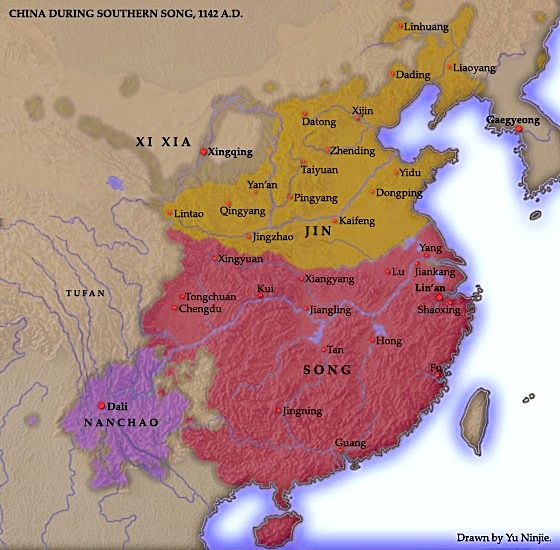
La Cina a metà del XII secolo - Regno di Dalì in basso a sx (viola).

Quando Möngke venne a sapere che re Duan Xingzhi di Dalì si rifiutava di negoziare e che il suo primo ministro Gao Xiang aveva assassinato gli inviati mongoli, pretese la resa di Dalì ed ordinò a Kublai e Uriyangkhadai, figlio del famoso generale Subedei, di attaccare il regno meridionale nell'estate del 1253. In settembre, Kublai Khan lanciò pertanto un triplice attacco contro Dalì, ne affrontò le forze presso il fiume Jinsha e le sconfisse, occupando la città di Dalì 15 dicembre. Duan Xingzhi e Gao Xiang fuggirono: Gao fu presto catturato e decapitato; Duan Xingzhi raggiunse Shanchan (odierna Kunming) e resistette ai mongoli con l'aiuto dei clan locali fino all'autunno del 1255, quando fu finalmente catturato.
Alla fine del 1254, Kublai era tornato in Mongolia da Möngke, lasciando Uriyangkhadai a pacificare le varie etnie/tribù dello Yunnan. All'inizio del 1257, Uriyangkhadai si portò nel Gansu e inviò messaggeri alla corte imperiale a Karakorum per informare Möngke che lo Yunnan era ora saldamente sotto il controllo mongolo. Soddisfatto, il Khagan onorò e ricompensò generosamente il suo generale che tornò nello Yunnan a preparare per le prime incursioni mongole nel Sud-est asiatico.
Come avevano fatto durante altre invasioni, a Dalì i mongoli lasciarono la dinastia nativa al potere ma sotto la supervisione di loro funzionari. I membri dell'ex-clan imperiale Duan del regno di Dalì furono nominati governatori generali con autorità nominale usando il titolo di 大理總管S, Dàlǐ ZǒngguǎnP, lett. "Amministratore capo di Dalì" e i capi locali furono cooptati con una varietà di titoli come amministratori della regione. Duan Xingzhi, l'ultimo sovrano di Dalì, fu pertanto nominato primo sovrano locale e accettò l'insediamento di un Commissario per la Pacificazione (zh. cinese|宣慰司|xuanweisi||). Fu la nascita del c.d. "Sistema Tusi" o 土司制度S, Tǔsī ZhìdùP, lett. "Sistema dei capi nativi" che i mongoli avrebbero massicciamente utilizzato per porre ordine nel complesso scacchiere politico indocinese, non da ultimo perché la loro occupazione dello Yunnan acuì (certo non innescò) la migrazione dei Tai verso l'Indocina.
Il clan Duan fu reclutato per assistere i mongoli nell'attacco ai regni dell'Indocina settentrionale, sia il Regno di Pagan sia il Đại Việt (quanto meno nella prima campagna), oltre che i Song nella Cina meridionale, e garantì costante supporto nella lenta avanzata dei mongoli verso il confine Birmano (1254-1261). Chiaramente, gli invasori istituirono guarnigioni militari nel territorio appena conquistato, presidiate principalmente da musulmani d'etnia turca provenienti dall'Asia centrale.
Nel gennaio del 1258, Uriyangkhadai penetrò nel Đại Việt, sconfisse in una battaglia campale le truppe dell'imperatore Trần Thái Tông, ne occupò la capitale Thăng Long, dopodiché risalì verso la Cina per attaccare i Song nell'odierno Guangxi come ordinatogli da Möngke. Il Đại Việt risolse di sottomettersi ai mongoli e divenire tributario, senza però rinunciare ai legami diplomatici con i Song, ed il nuovo imperatore Trần Thánh Tông supportò Uriyangkhadai nella sua campagna trans-vietnamita contro i Song nell'anno successivo.
L'improvvisa morte di Möngke nell'agosto del 1259 interruppe gli sforzi mongoli per conquistare la Cina dei Song. In Mongolia, il principe Arig Bek si proclamò sovrano dell'Impero mongolo e lo stesso fece in Cina suo fratello Kublai. Nel quinquennio successivo (1260-1264), i mongoli furono troppo risucchiati nella conseguente contesa dinastica, la c.d. "Guerra civile toluide", per poter nuocere ai potentati indocinesi o fare progetti che coinvolgessero l'Insulindia!

## Le campagne di Kublai Khan

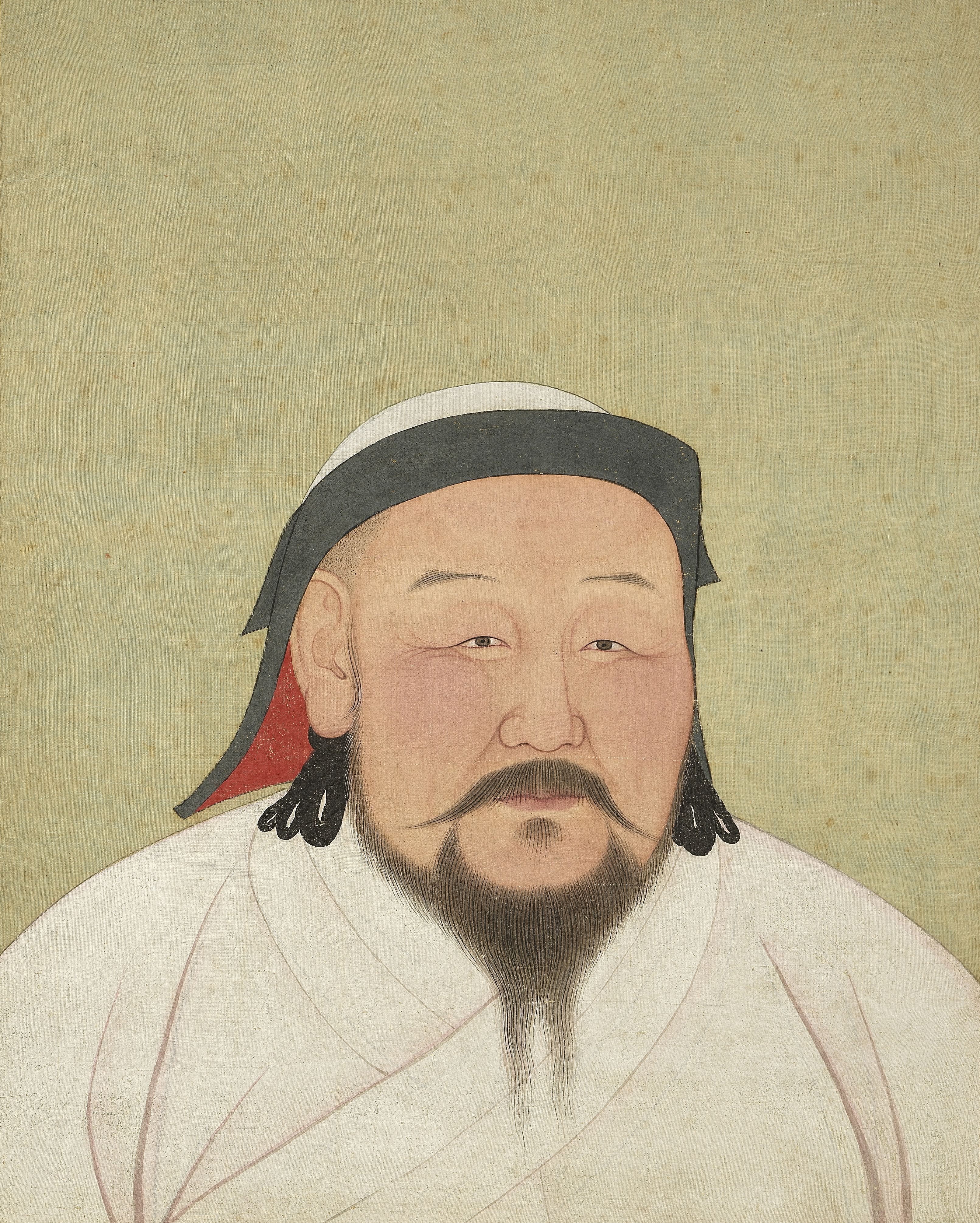
Kublai Khan, V Khaghan (r. 1260-1294)dell'Impero mongolo e il fondatore della dinastia Yuan.
Costretto a rinunciare ai domini centro-asiatici ed europei in favore dei cugini con cui si era spartito l'Impero avito, Kublai profuse enormi energie nella tentata sottomissione di tutto l'Estremo Oriente.

Pur intento a consolidare la sua presa sull'impero avito, in realtà ormai avviatosi alla sua dissoluzione (v.si Dissoluzione dell'Impero mongolo), Kublai iniziò comunque a tessere trame complesse per le terre indocinesi appena a sud dei suoi domini.
Anzitutto, sin dal 1261 volle incorporare il Đại Việt nell'apparato burocratico imperiale: Trần Thánh Tông venne infeudato quale "Re di Annam" (mo. Annan guowang) ed al suo regno fu assegnato un darughachi (esattore delle tasse) ma, entro il 1267, Kublai, insoddisfatto dell'accordo tributario con Trần, equiparabile a quello degli sconfitti Song, inviò il figlio Hugaci dai Viet con un elenco di richieste tra le quali la convocazione di re Trần. Nello stesso anno, Kublai designò il suo quinto figlio Kokechi come yunnanwangP, lett. "Principe dello Yunnan" con controllo su Dalì, Shanshan e Đại Việt, sancendo così l'incorporazione del Đại Việt, oltre che dello Yunnan, nell'Impero Yuan. Il Khagan era parimenti molto interessato ad assoggettare il regno di Champa ed i suoi ricchi porti: il re di Champa aveva accettato il protettorato mongolo ma la sua riluttante sottomissione lasciava sperare a Kublai il pretesto per un'invasione.
Era anche necessario porre mano all'Altopiano Shan, la terra di nessuno che separava Dalì da Pagan, Đại Việt e Khmer, dove i Tai in continua migrazione dallo Yunnan costruivano principati che si fagocitavano l'un l'altro. Tra i tanti, nel 1262 s'era affermato il capace condottiero Mangrai (1238-1371) di Ngoenyang che, dalla sua capitale di Chiang Rai (in Thailandia) andava assoggettando tanto le meang quanto i vassalli di Jayavarman VIII (r. 1243-1295) dei Khmer. Per meglio controllare l'alta valle dell'Irrawaddy, i Duan di Dalì, la cui autorità era stata ridotta dall'inclusione di Dalì e Kunming nel sistema di appannaggi gengiscanidi, vennero infeudati del prezioso avamposto commerciale di Tengyue (zh. 腾越S, TéngyuèP, attuale Tengchong) secondo alcuni per supervisionare il commercio dell'argento tra la Cina ed il Golfo del Bengala attraverso il corridoio birmano.
Voci di guerra giungevano nel frattempo anche dall'Arcipelago. Nel 1275, Kertanegara di Singhasari varò una costosa serie di campagne marinare, collettivamente note come "Pamalayua", per eradicare i rimasugli dell'antico impero di Srivijaya da Giava e Bali ed assicurarsi il controllo dei traffici marittimi dell'Insulindia a discapito dei pirati di Ceylon e dei mongoli.

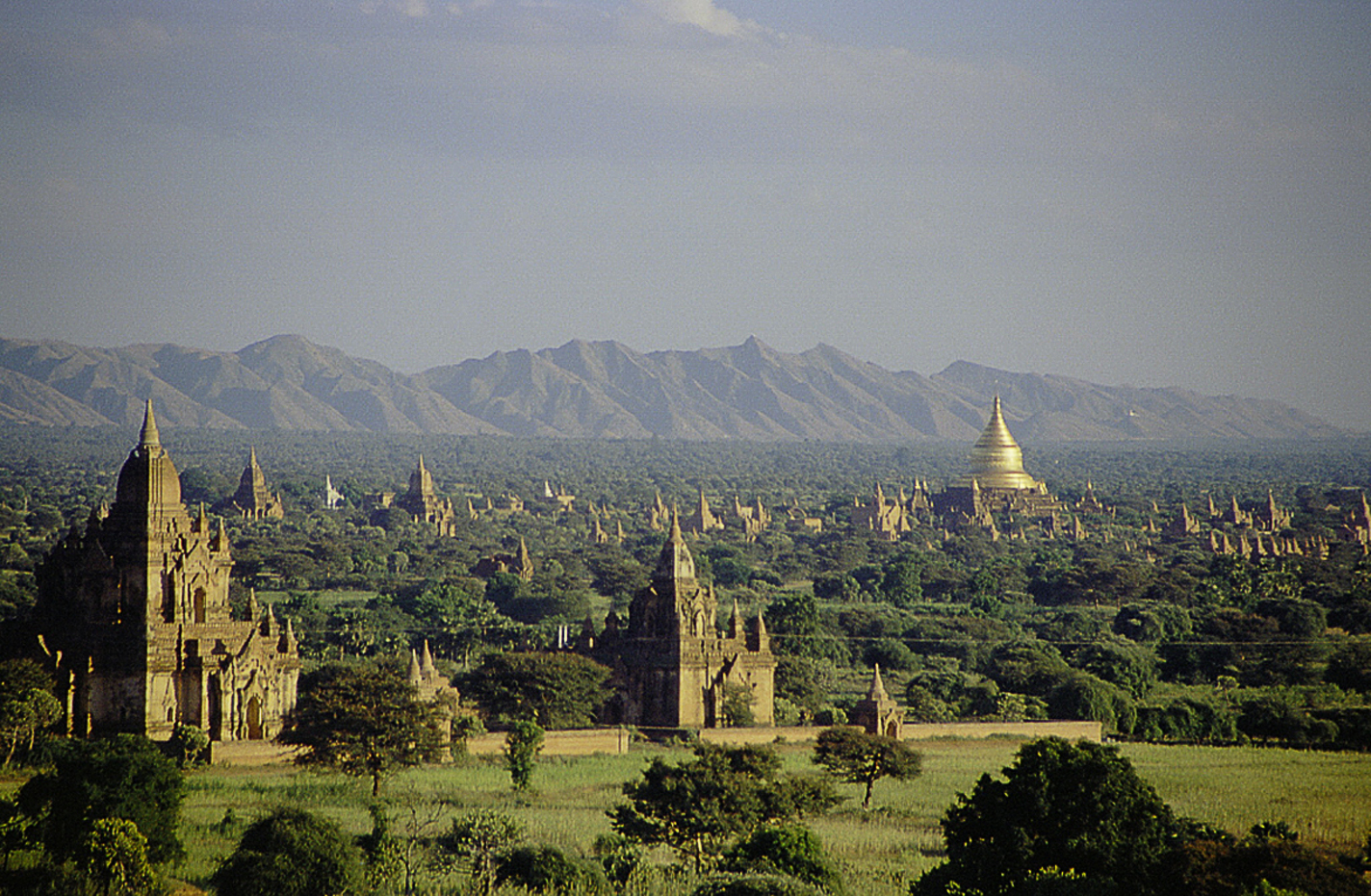
Veduta della piana di Bagan, antica capitale del regno Pagan, oggi.

Nel 1277 Kublai comandò il primo attacco mongolo alla Birmania. Il suo generale Quduq sconfisse, nella battaglia di Ngasaunggyan, nell'attuale Yunnan, le forze del regno di Pagan. Dopo la stagione dei monsoni, nella successiva stagione secca del 1277-78 (dicembre 1277?), un esercito mongolo di 3 800 uomini guidati da Nasr al-Din, figlio del governatore Sayyid Ajjal, avanzò fino al passo di Bhamo e lo occupò, salvo poi ritirarsi. Pagan non rinunciò alla sua pretesa e, ritiratisi i mongoli, ricostruì i forti a Kaungsin (Bhamo) e Ngasaunggyan nei mesi successivi.
Nel 1278 morì Trần Thái Tông. Il re Trần Thánh Tông si ritirò e nominò suo successore il principe ereditario Trần Nhân Tông/Trần Khâm (Trần Nhật Tôn per i mongoli). Kublai inviò una missione guidata da Chai Chun nel Đại Việt, esortando il nuovo re a venire in Cina di persona, ma questi rifiutò. Lo Yuan negò allora il riconoscimento di Trần come re e cercò d'intronare un disertore vietnamita re del Đại Việt. Frustrati dal fallimento delle missioni diplomatiche, molti funzionari Yuan sollecitarono Kublai a inviare una spedizione punitiva.
Nel 1279, la vittoria di Kublai Khan nella battaglia di Yamen sancì il definitivo annientamento dei Song (già sconfitti nel 1276) e la totale sottomissione della Cina alla neonata dinastia Yuan (ufficialmente fondata nel 1271). Il Khagan fu allora libero di concentrare le sue attenzioni al di fuori della Cina. I suoi messaggeri attraversarono il Sud-est asiatico, giungendo fin nell'Arcipelago malese in cerca di tributari. Comprendendo l'approssimarsi di un nuovo scontro, Trần Nhân Tông del Đại Việt iniziò allora a preparare il suo regno per la guerra. A Giava, Kertanegara di Singhasari congedò gli emissari del Gran Khan senza tributi né profferte d'alleanza.
Alla fine del 1281, Kublai emanò un editto ordinante la mobilitazione di 100 navi e 10 000 uomini, costituiti da forze ufficiali Yuan, ex-truppe e marinai Song, per invadere i potentati tai di Sukhothai e Lavo, le lontane coste indiane del Malabar e altri paesi. Nei piani del Khagan, Champa sarebbe stato «incaricato di fornire le provviste di cibo alle truppe.» I suoi piani furono però annullati perché la corte Yuan, diretta dal capace erede al trono del Khagan, il principe Zhenjin (1243-1286), propose, con successo, di sottomettere diplomaticamente tali paesi. Tutte le relative missioni diplomatiche dovevano però passare o fermarsi a Champa, paese di forte sentimento pro-Song come noto a Kublai. Gli esiti di questa campagna diplomatica del 1282 furono disomogenei: es. gli Yuan riuscirono ad avviare relazioni diplomatiche con Ramkhamhaeng di Sukhothai (r. 1279-1298) ma Kertanegara di Singhasari rigettò per la seconda volta le richieste di omaggio e tributo di Kublai.
A prescindere dalle recenti velleità diplomatiche degli Yuan, sin dall'autunno del '82 il Đại Việt si dotò d'un alto comando militare che iniziò i preparativi (es. addestramento di truppe ed ufficiali) per far fronte alla minaccia mongola. Fedele alla linea diplomatica, nel 1283 Kublai Khan inviò Ariq Qaya nel Đại Việt con una richiesta d'aiuto nella guerra contro Champa (supporto logistico, truppe, libero passaggio) che Trần però gli rifiutò.

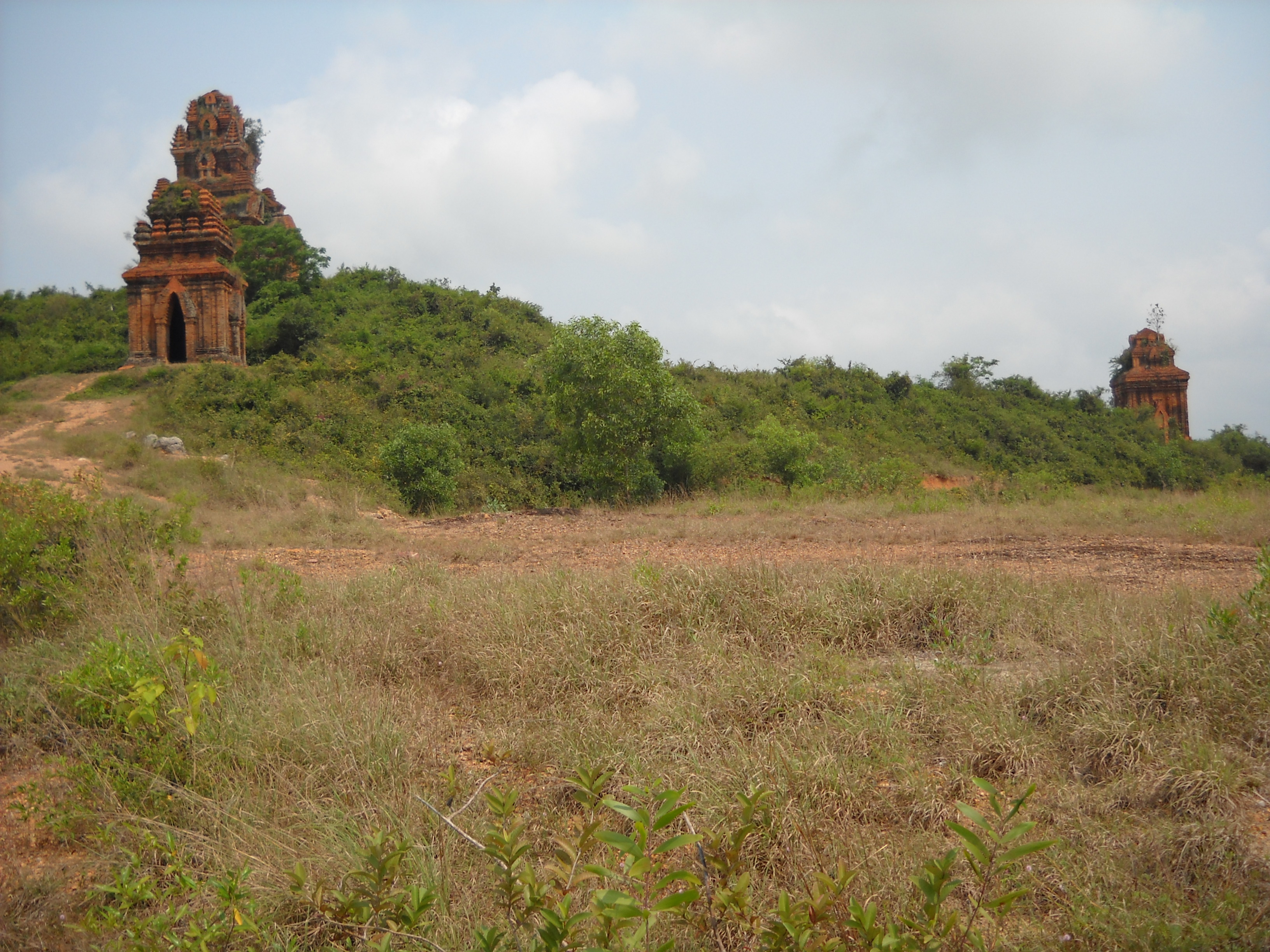
Ruderi di Vijaya (Đồ Bàn), capitale di Champa al tempo dell'invasione mongola.

Il forte sentimento pro-Song di Champa cui si è accennato si doveva al gran numero di Han (cinesi) fuggiti dai mongoli riparati nel regno vietnamita. Il sentimento anti-Yuan era così forte che, nell'estate del 1282, quando gli inviati di Kublai, He Zizhi, Hangfu Jie, Yu Yongxian e Yilan, passarono per Champa, furono imprigionati dal principe Cham Harijit. Kublai ordinò allora a Sogetu dei Jalairs, il governatore di Guangzhou, di guidare una spedizione punitiva contro i Chăm. Alla fine dell'anno, Sogetu guidò un'invasione marittima di Champa con 5 000 uomini ma riuscì a radunare solo 100 navi e 250 mezzi da sbarco perché la maggior parte dei legni Yuan erano andati perduti durante le Invasioni mongole del Giappone. La flotta di Sogetu arrivò sulla costa di Champa, vicino all'odierna Thị Nại Bay, nel febbraio 1283, superò le fortificazioni nemiche, catturò fortini e vettovaglie e conquistò in due giorni la capitale nemica, Vijaya. L'anziano re Indravarman abbandonò il palazzo, diede fuoco ai magazzini e fuggì, avviando la guerriglia nell'entroterra. Sogetu scoprì che Indravarman aveva 20 000 uomini con sé sulle montagne, aveva convocato rinforzi dalla Provincia di Ninh Thuan (Phan Rang-Tháp Chàm) nel sud ed aveva inviato emissari al Đại Việt, ai Khmer e a Giava per chiedere aiuto. Il 16 marzo, Sogetu inviò una forte spedizione sulle montagne per scovare e distruggere il nascondiglio del re di Champa che fu però respinta con pesanti perdite in un'imboscata. Il principe Harijit avrebbe poi coordinato la guerriglia che nei due anni successivi logorò gl'invasori. Sogetu si fortificò sulla spiaggia ed inviò due ufficiali a minacciare Jayavarman VIII dei Khmer che preferì però arrestarli! Ostacolato dalla latitanza del re di Champa, Sogetu chiese rinforzi a Kublai e nel marzo 1284 un'altra flotta Yuan con più di 20 000 uomini su 200 navi al comando di Ataqai e Ariq Qaya ancorò al largo di Vijaya. Sogetu presentò il suo piano per sottomettere Champa marciando attraverso il Đại Việt. Kublai accettò il suo piano, risoluto a sfruttarlo come pretesto per un'altra invasione del regno nord-vietnamita e mise al comando dell'intera operazione il figlio Togon, con Sogetu come secondo in comando.
Contestualmente alla spinta su Champa, nel settembre '83, Kublai inviò il principe Sangqudar contro Pagan. I mongoli avanzarono in due colonne che convergettero su Ngasaunggyan, riconquistandolo, poi fecero lo stesso con Kaungsin. Gli invasori furono liberi di entrare nella valle dell'Irrawaddy e conquistare l'antica capitale birmana di Tagaung, circa 380 km a nord di Bagan, il 5 febbraio 1284, e ivi fermarono la loro avanzata, ritirandosi all'arrivo del caldo torrido estivo. Rinnovarono l'offensiva nella successiva stagione secca, attestandosi a Tagaung. Re Narathihapate fu preso dal panico e fuggì nella Bassa Birmania, dove, isolato e impossibilitato a pianificare un contrattacco, assistette allo smembramento del suo regno: i suoi tre figli presero a minarne l'autorità; Wareru di Sukhothai s'appropriò dell'importante città portuale di Mottama, uccidendovi il locale governatore e gettando le basi per il Regno di Hanthawaddy (1287-1539); Akhamaman, governatore di Pegu, si ribellò. Con l'intera metà orientale della Bassa Birmania (Pegu e Martaban) in aperta rivolta, Narathihapate decise di guadagnare tempo e chiedere la pace a Kublai.
L'inasprirsi della presenza militare mongolo-Yuan al confine tra l'ex-regno di Dalì e Pagan portò finalmente ordine nel caos geopolitico causato dalla conquista mongola dello Yunnan: i locali principotti furono allora costretti ad accettare la sottomissione agli invasori provenienti da nord, venendone gestiti con le medesime modalità efficacemente testate dagli Yuan nello Yunnan, il Sistema dei Tusi. Data a questo periodo la sottomissione a Kublai del regno tai-shan di Mong Mao (zh. 勐卯S, měngmǎoP) fiorito lungo la valle dello Shweli, importante affluente dell'Irrawaddy, a sua volte vertice di un locale mandala che assoggettava altri potentati tai-shan come Mogaung.
La prova di forza del Khagan a Champa ed in Birmania convinse inoltre l'imperatore Khmer Jayavarman a riconoscersi vassallo di Kublai per timore di vederne le armate calare sul suo regno (1285).

Seconda invasione mongola del Đại Việt (1284-1285).

Nell'autunno 1284, il principe Togon aveva iniziato a spostare le sue truppe ai confini con il Đại Việt. Le truppe Yuan attraversarono il Passo dell'Amicizia, il confine sino-vietnamita, il 27 gennaio 1285, divise in sei colonne mentre si facevano strada lungo i fiumi: Togon e il generale uiguro Ariq Qaya guidavano le forze di terre; il generale tangut Li Heng e il generale musulmano Omar guidavano la flotta; l'ammontare complessivo dell'esercito raggiungeva forse le 300 000 unità, il più grande sino ad allora mai schierato per le operazioni meridionali.

In febbraio, le forze di Togon occuparono la sponda nord del fiume Cầu, mentre le forze di Sogetu marciarono verso nord da Champa, attraverso il passo di Nghệ An, catturando le città di Vinh e Thanh Hoá, così come le basi di rifornimento vietnamite a Nam Định e Ninh Bình. A fine febbraio, Togon lanciò un'offensiva su vasta scala. La flotta di Omar attaccò lungo il fiume Đuống, catturò la capitale Thăng Long e spinse il re Nhân Tông verso il mare: molti reali e nobili vietnamiti disertarono allo Yuan, incluso il principe Trần Ích Tắc, ma la capitale Viet si scoprì essere del tutto sprovvista di vettovaglie e quindi inutile come caposaldo per Togon, mentre Trần Nhân Tông riparava nei suoi feudi a Nam Định e vi si riorganizzava. In maggio, Togon realizzò di aver esteso troppo la sua rete di approvvigionamenti: ordinò a Sogetu di razziare Nam Định per sequestrare rifornimenti, mentre a Thăng Long, la situazione delle forze Yuan diveniva disperata per la fame, il caldo estivo e le malattie. A fine maggio, un contingente di truppe Yuan fu sconfitto da una forza partigiana composta da ex-truppe Song guidate da Zhao Zhong sotto il principe Nhật Duật e nativi. Il 9 giugno, le truppe mongole evacuarono Thăng Long per ritirarsi in Cina. Il principe Quốc Tuấn navigò a nord ed attaccò Vạn Kiếp, importante campo Yuan, interrompendo ulteriormente la linea dii rifornimenti nemica ed uccidendo molti generali Yuan. Le forze mongole sbandarono e Sogetu fu ucciso nel Chương Dương da una forza congiunta Cham-Viet in giugno. Per proteggere Togon dai proiettili, i soldati costruirono una scatola di rame in cui lo nascosero finché non furono in grado di ritirarsi al confine con il Guangxi! I generali Yuan Omar e Liu Gui fuggirono in Cina. I superstiti Yuan si ritirarono in Cina a fine giugno, mentre Trần riprendeva corte a Thăng Long dopo sei mesi di conflitto.
Mentre le operazioni in Vietnam fallivano, buone nuove giunsero a Kublai Khan dalla Birmania. Data la sua posizione precaria, Narathihapate di Pagan chiese la pace nel novembre/dicembre 1285. Un accordo provvisorio fu raggiunto entro il 3 marzo 1286, le truppe mongole furono ritarate nel giugno successivo ed un'ambasciata birmana fu inviata a Khanbaliq (attuale Pechino), giungendovi nel gennaio 1287. La delegazione birmana riconobbe formalmente la sovranità mongola sul Pagan e negoziò un tributo annuale parametrato alla produzione agricola del paese (non più simbolico come inizialmente), mentre il Khagan ritirò le sue truppe. L'ambasciata birmana tornò a Hlegya in maggio e riferì i termini al re ma l'accordo fallì già in luglio, quando Narathihapate fu catturato ed assassinato dal suo secondogenito, Thihathu, il viceré di Prome, e la Birmania precipitò nell'anarchia!
Vanificato de facto il trattato di pace, il governatore Yuan dello Yunnan ignorò gli ordini imperiali di ritirare le truppe dalla Birmania ed un esercito mongolo comandato dal principe Temür Khan, nipote di Kublai, marciò a sud verso Bagan. Secondo alcuni studiosi, giunsero a Bagan perdendo 7000 uomini, occuparono la città e riscossero tributi. Secondo altri, non raggiunsero mai Bagan, trattenuti dalle difese birmane, guidate dagli intraprendenti figli del capo tai-shan Theinkha Bo (Athinkhaya, Yazathingyan e Thihathu), tre fratelli i cui successi militari avevano garantito loro l'accesso al clan reale, a circa 160 km nord dalla capitale, vicino all'odierna Mandalay.

Terza invasione mongola del Đại Việt (1287-1288)

Nel 1286, Kublai aveva nominato il principet disertore Trần Ích Tắc re del Đại Việt, per forzare al compromesso suo fratello Trần Thánh Tông, e annullato i piani in corso per una terza invasione del Giappone per concentrare i preparativi militari nel sud. Nell'ottobre 1287, l'esercito Yuan al comando di Togon, assistito da Nasr al-Din e dal nipote Temür Khan (liberatosi dagli impegni birmani), si spostarono verso sud dal Guangxi e dal Yunnan in tre divisioni guidate dal generale Abači e Changyu, con la flotta guidata da Omar, Zhang Wenhu e Aoluchi. Una seconda forza navale avanzava da Qinzhou, con l'intento di formare una grande tenaglia contro i vietnamiti. L'ammontare complessivo delle forze Yuan raccolte per l'invasione si stima in 170 000 unità.

Gli Yuan ebbero successo nelle prime fasi dell'invasione, tornando ad occupare e saccheggiare la capitale Đại Việt. Nel gennaio 1288, mentre Omar attraversava la baia di Ha Long per unirsi alle forze di Togon a Vạn Kiếp (odierna provincia di Hải Dương), seguita dalla flotta di rifornimento di Zhang Wenhu, la marina vietnamita del principe Trần Khánh Dư attaccò e distrusse la flotta di Wenhu. L'esercito Yuan di Togon e la flotta di Omar, entrambi già a Vạn Kiếp, ignoravano la perdita della loro flotta di rifornimenti. Nonostante ciò, in febbraio, Togon ordinò di attaccare le forze vietnamite, tornò nella capitale Thăng Long in cerca di cibo, mentre Omar distrusse la tomba del re Trần Thái Tông a Thái Bình. A causa della mancanza di cibo, il 5 marzo l'esercito di Togon e Omar si ritirò da Thăng Long alla loro base principale fortificata a Vạn Kiếp a nord-est di Hanoi per raccogliere vettovaglie e ritirarsi dal Đại Việt. Con la situazione ormai insostenibile, il 30 marzo Togon ordinò una ritirata in Cina. I vietnamiti distrussero ponti e strade e disseminarono trappole lungo il percorso del nemico in ritirata. La maggior parte delle forze di terra Yuan furono uccise o catturate, mentre il principe Hưng Đạo organizzò un'imboscata alla flotta di Omar nella terza battaglia di Bạch Đằng, catturando l'ammiraglio e distruggendo le sue navi.

Le forze della dinastia Yuan erano state incapaci di sconfiggere i vietnamiti. Kublai Khan, arrabbiato per le sconfitte nel Đại Việt, bandì Togon a Yangzhou ed iniziò a pianificare una quarta invasione del Vietnam.
Nel frattempo, l'attivo Mangrai aveva suggellato (1287) un'alleanza anti-mongola con Ramkhamhaeng di Sukhothai e Ngam Muang di Phayao. Forse perché spaventato da questa sinergia Mangrai-Ramkhamhaeng, il Regno di Lavo prese ad inviare diplomatici agli Yuan nel 1289.
Nel 1289, uno dei figli di Narathihapate, Kyawswa, già vice-ré di Dala, emerse quale nuovo re di Pagan ma il suo potere s'estendeva solo al circondario della capitale Bagan e non aveva un vero esercito, mentre il potere nella Birmania centrale restava nelle mani dei tre fratelli capi-guerra che avevano fermato i mongoli, Athinkhaya, Yazathingyan e Thihathu, saldamente insediati nel fruttifico distretto agricolo del Kyaukse. L'anno successivo (1290), il governo mongolo nel Yunnan ritirò le truppe dalla Birmania centrale.
Sempre nel 1289, re Kertanegara di Singhasari rigettava per la terza volta le richieste di omaggio e tributo di Kublai, questa volta arrivando al punto di far mutilare l'ambasciatore Yuan. L'anno dopo (1290), la sua quindicinale campagna giunse a un glorioso termine con la sconfitta di Malayu Dharmasraya a Sumatra, confermando il regno giavese quale talassocrazia dominante dell'Arcipelago. Privo però di supporto militare in patria, Kertanegara s'era reso vulnerabile al tradimento: nel 1292, Jayakatwang, l'adipati (duca) di Kediri, già regno indipendente nei secoli precedenti ma ormai decaduto, si ribellò a Kertanegara, attaccò Singhasari e la conquistò, prendendo per sé il trono e fondando il Secondo regno di Kediri o Regno Gelang-gelang.
Nel 1291, la corte Yuan convinse Kublai a cercare una soluzione diplomatica per la questione vietnamita, così il Ministro dei Riti, Zhang Lidao, fu inviato nel Đại Việt per indurre Trần Nhân Tông a recarsi in Cina ma la situazione si risolse con un nulla di fatto. L'anno dopo (1292), un'altra missione Yuan fu inviata inutilmente nel Đại Việt. L'ormai anziano Kublai non abbandonò però il progetto di una quarta campagna vietnamita, forse anche perché, contestualmente, Ramkhamhaeng di Sukhothai, in cerca di appoggio contro i Khmer, iniziò ad inviargli regolarmente tributi in cambio del riconoscimento della sua corona e le sue armate sottomisero in pianta stabile il regno tai di Chiang Hung (attuale città-contea di Jinghong nello Yunnan meridionale) nel 1292.
Sin dal 1293, il Khagan si preparava dunque ad un nuovo intervento militare a sud-est dello Yunnan. Per contro, a sud-ovest, Mangrai aveva assoggettato l'antico regno di Hariphunchai e fondato il Regno di Lanna (1292-1766), mentre in Birmania re Kyawswa riconosceva i figli di Theinkha Bo quali signori di Kyaukse. Un altro fronte appena apertosi era quello di Giava: Kublai voleva punire il comportamento "barbaro" di Kertanegara (di cui ignorava la morte) e fare di Singhasari un esempio per convincere i principati dell'Arcipelago alla sottomissione, garantendosi così il lucroso controllo delle rotte commerciali dell'Insulindia!

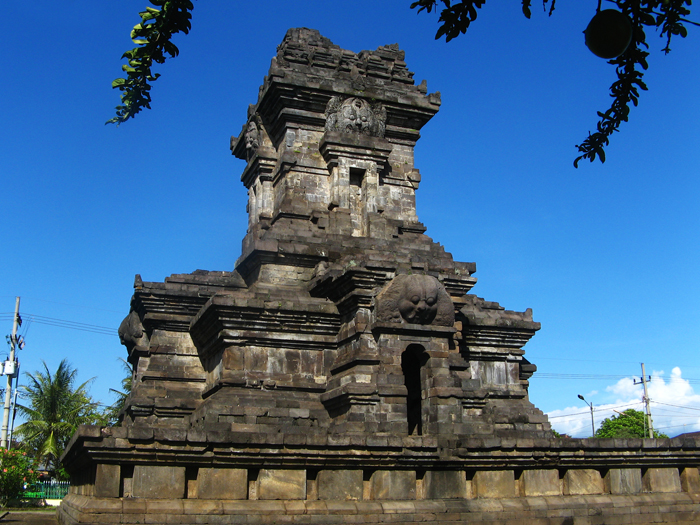
Il tempio funebre di Kertanegara a Singhasari.

Nel marzo del '92 Kublai Khan aveva ordinato l'invasione di Giava ed inviato una flotta (500-1000? navi) con un esercito di 20-30 000 uomini. L'armata salpò da Zayton (attuale Quanzhou), bordeggiò le coste vietnamite ora tributarie del Khagan, riscosse tributi in Malesia e Sumatra e sostò a Ko Lan (Thailandia) per pianificare la strategia. L'invasione di Giava partì nel gennaio 1293: probabilmente l'armata saccheggiò la città costiera di Tuban e i villaggi limitrofi, poi le truppe sbarcarono e risalirono il fiume Kali Mas, un affluente del Brantas. Raden Wijaya, già vassallo di Kertanegara, informò allora gli stranieri che il re di Singhasari era stato ucciso in un colpo di stato e che l'usurpatore Jayakatwang governava al suo posto. Wijaya, dichiaratosi signore di Majapahit, s'alleò con gli Yuan contro Jayakatwang promettendo fedeltà ed un tributo. Il 26 aprile, le truppe Yuan-Majapahit conquistarono Kediri e fecero prigioniero Jayakatwang che fu lesto a sottomettersi ai mongoli. Raden Wijaya tornò a Majapahit, apparentemente per preparare il suo accordo di tributo mentre gli alleati celebravano la vittoria ma in realtà per tradirli: attaccò il loro campo e li costrinse ad una fuga precipitosa, fiaccando la loro ritirata con azioni di guerriglia e privandoli di parte del loro bottino. Le forze Yuan dovettero ritirarsi velocemente, poiché i venti monsonici per riportarle a casa sarebbero presto mutati, lasciandole ad aspettare su un'isola ostile per sei mesi. All'inizio di agosto, l'esercito rientrò in patria, portando i figli di Jayakatwang e oltre 100 suoi ufficiali, una mappa delle località esplorate, ed un bottino consisteva in oggetti di valore, incensi, profumi e tessuti per un valore complessivo stimato in 500 000 tael d'argento al netto di quanto loro sottratto da Raden Wijaya.

## Le campagne di Tëmur Khan

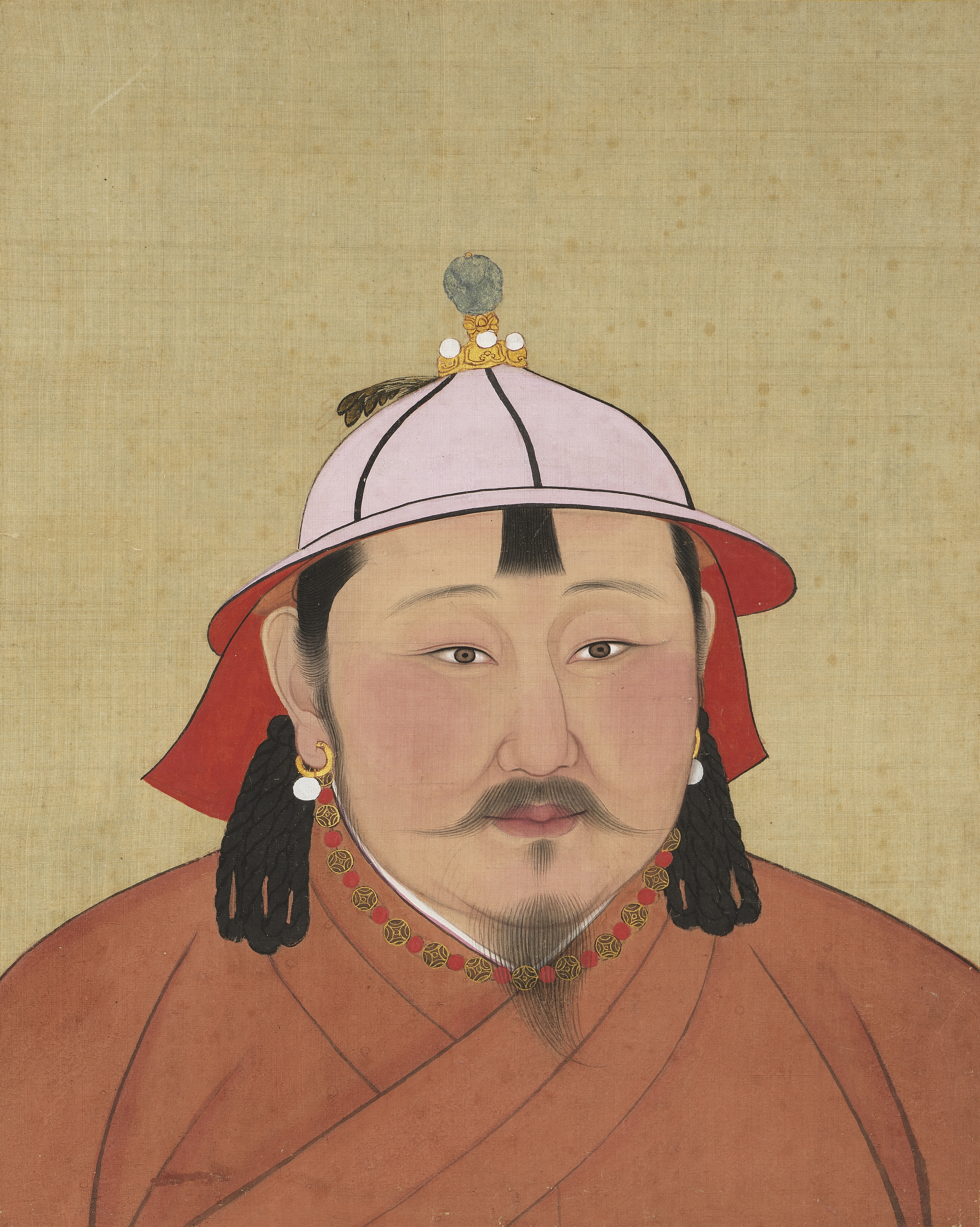
Temür Khan, VI Khagan dei mongoli (titolo onorifico) e II Imperatore di Yuan (r. 1294-1307).

Morto Kublai Khan nel 1294, il nipote e successore Temür Khan (imperatore Chengzong 元成宗S di Yuan, r. 1294-1307), figlio del defunto Zhenjin, ebbe l'ingrato compito di gestire l'enorme impero ed i molteplici fronti bellici più o meno aperti lasciatigli dal nonno. Anzitutto, annunciò che la guerra con Đại Việt era finita e v'inviò una missione a ristabilire relazioni amichevoli tanto quanto annullò i preparativi per la nuova spedizione contro Giava, anche se alcuni studiosi sostengono che Temür possa aver, inutilmente, tentato una ritorsione contro Raden Wijaya. Nel medesimo anno, comunque, Mangrai di Lanna si unì a Ramkhamhaeng di Sukhothai quale tributario degli Yuan, a riprova del non completo fallimento della politica espansionista del defunto Kublai in Indocina.
Nel 1296 Temür Khan inviò quale ambasciatore ad Angkor Zhou Daguan, il cui resoconto 真臘風土記S, Zhēnlà Fēngtǔ JìP, lett. "Costumi della Cambogia", costituisce oggi una delle principali fonti per lo studio della cultura Khmer. Dai rapporti di Zhou sappiamo che il paese era reduce da un pesante conflitto con i Chăm.
In Birmania, nel frattempo, Kyawswa restava a guardare mentre Athinkhaya e fratelli contendevano ai Sukhothai il controllo sul regno di Hanthawaddy. Il re di Pagan si sottomisse allora a Temür Khan che (1297) lo riconobbe quale vassallo ma non tralasciò di riconoscere titoli cinesi anche a Athinkhaya e fratelli. I fratelli si risentirono della cosa e, in dicembre, invitarono l'ormai re-fantoccio a Myinsaing, la loro roccaforte, per partecipare alla cerimonia di dedicazione di un monastero da loro costruito al termine della quale lo catturarono.
A Bagan, il giovane figlio di Kyawswa, Sawhnit, fu intronato dalla regina vedova Saw, in combutta con i fratelli ribelli che fondarono l'effimero regno di Myinsaing (1297-1313). La dinastia Yuan non seppe degli sviluppi interni birmani fino al giugno-luglio 1298, più o meno quando un altro figlio di Kyawswa, Kumara Kassapa, raggiunse la Cina in cerca di aiuto da parte dei mongoli. Le forze di Myinsaing attaccarono preventivamente le guarnigioni Yuan a nord di Mandalay nel 1300 ma il governo provinciale mongolo nello Yunnan, impegnato a contenere la minaccia di Mangrai, non rispose all'aggressione fino all'anno successivo, quando inviò un esercito di 12 000 uomini. Il corpo d'invasione Yuan giunse indisturbato sino a Myinsaing il 25 gennaio 1301 e lanciò un grosso attacco al forte che fallì, dopodiché Athinkhaya corruppe i comandanti mongoli che si ritirarono il 6 aprile. Nello Yunnan, i due corrotti furono giustiziati ma nessun'altra truppa fu inviata a sud.
A partire dal 1297, i Tai (vassalli degli Yuan) stanziati nella valle del Mekong iniziarono a razziare sistematicamente i centri Mon e Khmer nella pianura cambogiana, intensificando il caos politico nella regione a discapito del sempre più decadente Impero di Angkor.
A partire dal 1303, Temür Khan ritirò le truppe d'istanza nell'Alta Birmania, concentrandole nello Yunnan per la difesa del confine sud-occidentale dell'impero vero e proprio dagli attacchi dei Lanna di Mangrai. L'alta valle dell'Irrawaddy fu lasciata sotto il controllo dei vassalli Tai-Shan di Khanbaliq. Il ritiro delle truppe Yuan rimescolò gli equilibri micro-geopolitici dell'area, es. riportando in auge il mandala Mong Mao.

## Lascito

L'Indocina al principio del XIV secolo, dopo l'intervento mongolo.

### Indocina: ascesa degli stati Tai
Forse l'eredità più duratura delle invasioni mongole fu la definitiva affermazione degli stati di etnia Tai nell'Indocina. All'inizio del XIV secolo, diversi stati Tai erano arrivati a dominare una vasta macro-regione dall'attuale Assam alla Birmania settentrionale e orientale, alla Thailandia settentrionale e centrale e al Laos. La loro ascesa fu incoraggiata dai mongoli che li vedevano come un utile cuscinetto tra lo Yunnan e il resto del sud-est asiatico. I mongoli, che stavano ancora cercando di incorporare lo Yunnan nell'amministrazione centrale, non erano disposti o capaci di effettuare gli investimenti necessari per assoggettare le vaste regioni a sud della loro provincia più meridionale. L'integrazione dello stesso Yunnan nella Cina delle 18 province avrebbe richiesto molti altri secoli e, per certi versi, continua ancora oggi.
Dagli stati Tai, come dal Đại Việt e da Champa, i mongoli scelsero di ricevere un tributo nominale. Sebbene i governanti di questi stati fossero tecnicamente soggetti al potere Yuan, erano i capi nativi, i Tusi (zh. 土司S, TǔsīP), «che avrebbero governato lì in ogni caso e fecero ciò che volevano.» Quest'asserzione di non ufficiale emancipazione dalla sfera d'influenza sino-mongolica è però azzardata alla luce della politica estera aggressiva ed intimidatoria di taluni Gran Khan successori di Temür Khan, es. suo nipote Buyantu Khan (imperatore Renzong 元仁宗S di Yuan, r. 1311-1320), che richiamò gli stati vassalli (sia i piccoli stati Tai come Mong Mao, sia le compagini più antiche e solide di Champa e del Đại Việt) al puntuale pagamento dei tributi pena ritorsioni. Al tempo di Jayaatu Khan (imperatore Wenzong 元文宗S di Yuan, r. 1328-1332) un Commissario di Pacificazione era operante nel regno di Lanna. Importante poi ricordare che l'emergere formale del regno di Lan Xang (1354-1707), lo stato che per lungo tempo avrebbe dominato la valle del Mekong unificando per la prima volta i tai-lao, per opera di Fa Ngum (1316-1373), data contestualmente all'avvio della Rivolta dei Turbanti Rossi (1352-1368) che risucchiò le attenzioni della corte Yuan e portò all'ascesa della dinastia Ming (1368-1644).

### Indocina: arrivo della Cina al confine birmano
Le campagne mongolo-birmane e la trasformazione dell'antico regno di Dalì a provincia dell'impero sino-mongolico Yuan segnarono l'arrivo della Cina alle porte della Birmania. I birmani chiamarono gli stranieri insediatisi nello Yunnan «Taruk» dai soldati turchi stanziati nello Yunnan. Nel corso degli anni, «Taruk» passò ad indicare gli Han (cinesi) e re Narathihapate prese ad essere indicato con il dispregiativo Taruk-Pye Min, lett. «il re che fuggì dai Taruk». Come sopra accennato, da un punto di vista geopolitico, la presenza sino-mongolica ormai stabile nello Yunnan favorì le migrazioni Tai (già in corso) verso l'Impero Khmer, mentre le migrazioni Tai nell'Alta Birmania sarebbero continuate fino alla metà del XVI secolo.

### Insulindia: ascesa di Majapahit
Nel novembre del 1293, pochi mesi dopo il precipitoso ritiro delle truppe di Kublai da Giava, Raden Wijaya fu incoronato re a Majapahit con il nome di Kertarajasa Jayawardhana e prese come mogli le figlie del defunto Kertanegara. Spese i successivi 15 anni a consolidare il suo potere. Suo figlio e successore, Jayanegara (r. 1309-1328), inviò ambasciatori in Cina a partire dal 1325. Majapahit, lo stato responsabile della sconfitta mongola, sarebbe divenuto nel 1350 (regnante Hayam Wuruk, figlio di Jayanegara) l'impero più potente della sua epoca nell'Arcipelago, nonché uno degli imperi più importanti e prosperi nella storia di Giava ed uno degli ultimi grandi regni indo-buddisti del Sud-est asiatico.

### Diffusione della tecnologia cinese nel Sud-est asiatico
L'invasione mongola è indicata quale possibile causa della diffusione della polvere da sparo nell'arcipelago Nusantara. Inoltre, dopo quest'invasione, le tecniche di costruzione navale cinesi furono assorbite dai costruttori navali giavanesi: apparve così un nuovo tipo di djong, il c.d. "djong sino-indonesiano", che mescolava tecniche cinesi quali l'uso di chiodi di ferro insieme a tasselli di legno, paratie stagne e un timone centrale.
Prima del XIII secolo, la polvere da sparo in Vietnam veniva usata solo per petardi d'intrattenimento. Durante le invasioni mongole, i rifugiati Song a Champa e Đại Việt vi diffuse le moderne armi cinesi a polvere da sparo, come frecce di fuoco e lance da fuoco, permettendo così ai vietnamiti di sviluppare queste armi nel secolo successivo. Quando infatti i Ming conquistarono il Đại Việt nel 1407 (v.si Quarta dominazione cinese del Vietnam, 1407-1427), scoprirono che i vietnamiti erano abili nel realizzare un tipo di lancia da fuoco che sparava una freccia e una serie di proiettili di piombo come proiettili co-viativi.

### Esplicative
1. ↑  L'origine etnica dei regni di Nanzhao e Dalì è ancora oggi fonte d'un ricco dibattito internazionale - v.si (EN) Chris Baker, From Yue To Tai (PDF), in Journal of the Siam Society, 2002,  pp. 17-19.
2. ↑  Le fonti birmane, v.si Than Tun 1964, p. 136, parlando delle regioni Wa e Palaung i cui esatti confini, nel XIII secolo, potevano differire da quelli attuali. Stando a Marco Polo (v.si Yule 1874, p. 81 e Haw 2006, p. 104) Pagan attaccò Zardandan e i "Denti d'Oro" nel 1272. Se ciò corrisponde a verità, i confini di Wa e Palaung potrebbero essere stati quelli dei "Denti d'Oro" nelle odierne prefetture di Dehong e Baoshan.
3. ↑  Aung-Thwin 1985, p. 190 riporta, basandosi sui dati epigrafici birmani, una stima di 200-250 000 ettari di terra coltivata birmana contro i contemporanei 13 000 ettari dell'Impero Khmer.
4. ↑  Gli antenati dei Trần erano emigrati dal Fujian nel Đại Việt al principio del XII secolo, insediandosi nel distretto Mỹ Lộc - Ngô 1993, p. 159.

### Bibliografiche
1. ↑  Ill. in Rossabi 1994, p. 486.
2. 1 2  Lieberman 2003, p. 24.
3. 1 2  Coedès 1968, pp. 183-184.
4. ↑  (EN) Micheal Jacq-Hergoualc'h, The Malay Peninsula: Crossroads of the Maritime Silk-Road (100 Bc-1300 Ad), collana Volume 13 of Handbook of Oriental Studies, traduzione di Victoria Hobson, BRILL, 2002, ISBN 90-04-11973-6.
5. ↑  Coedès 1968, pp. 142-144.
6. ↑  (EN) Pittayawat Pittayaporn, Layers of Chinese Loanwords in Protosouthwestern Tai as Evidence for the Dating of the Spread of Southwestern Tai (PDF), in MANUSYA: Journal of Humanities, Special Issue No. 20, 2014,  pp. 47-68, DOI:10.1163/26659077-01703004.
7. ↑  (EN) Grabowsky, Volker, The Northern Tai Polity of Lan Na (Babai-Dadian) Between the Late 13th to Mid-16th Centuries: Internal Dynamics and Relations with Her Neighbours (PDF), in Working Paper Series, n. 17, Asia Research Institute, gennaio 2004,  pp. 1-5. URL consultato il 9 agosto 2017 (archiviato dall'url originale il 9 agosto 2017).
8. ↑  (EN) Donald M. Seekins, Historical Dictionary of Burma (Myanmar), Scarecrow Press, 2006,  pp. 391-392, ISBN 0-8108-5476-7.
9. ↑  (EN) Baker, Christopher John e Phongpaichit, Pasuk, A History of Thailand, New York, Cambridge University Press, 2005,  pp. 1-7, ISBN 978-0-521-81615-1.
10. ↑  Myint-U 2011, p. 167.
11. ↑  (EN) Nanzhao 南詔, su chinaknowledge.de.
12. ↑  Myint-U 2011, p. 165.
13. ↑  Mote 1999, p. 710.
14. 1 2 3  Than Tun 1964, p. 136.
15. ↑  Myint-U 2011, p. 173.
16. ↑  (EN) Rosita Dellios, Mandala: from sacred origins to sovereign affairs in traditional Southeast Asia, Bond University, 2003.
17. ↑  Lieberman 2003, p. 33.
18. ↑  (EN) Stanley Jeyaraja Tambiah, The galactic polity in Southeast Asia, in Journal of Ethnographic Theory, vol. 3, University of Chicago Press, 2013,  pp. 504-506, DOI:10.14318/hau3.3.033.
19. ↑  (EN) Susan Whitfield, The Silk Road: Trade, Travel, War and Faith, Chicago, Serindia, 2004,  p. 47, ISBN 978-1-932476-13-2.
20. 1 2  Lieberman 2003, pp. 95-97.
21. ↑  Lieberman 2003, pp. 119-120.
22. ↑  Ngô 1993, p. 159.
23. ↑  Allsen 1994, p. 405.
24. 1 2  Anderson 2014, p. 116.
25. 1 2  Herman 2020, p. 47.
26. ↑  Anderson 2014, p. 117.
27. 1 2 3  Allsen 1994, pp. 405-406.
28. ↑  Anderson 2014, p. 118.
29. 1 2  Allsen 1994, p. 407.
30. ↑  Coedès 1968, p. 190.
31. ↑  Yang 2008, cap. 4 § 39-44.
32. ↑  Atwood 2004, p. 613.
33. ↑  (EN) Yuting Du e Lufan Chen, Did Kublai Khan's Conquest of the Dali Kingdom Give Rise to the Mass Migration of the Thai People to the South? (PDF), in Journal of the Siam Society, vol. 77, 1989,  p. 36.
34. ↑  Yang 2008, cap. 4 § 34.
35. ↑  Daniels 2018, pp. 217-218.
36. ↑  (EN) Morris Rossabi, The Muslims in the Early Yuan Dynasty, in John D. Langlois, Jr. (a cura di), China Under Mongol Rule, Princeton University Press, 2014  [1981],  p. 289, ISBN 9781400854097.
37. ↑  Anderson 2014, p. 121.
38. 1 2  Baldanza 2016, p. 19.
39. 1 2  Anderson 2014, p. 122.
40. ↑  Rossabi 1994, pp. 422-423.
41. ↑  Taylor 2013, p. 128.
42. ↑  Yang 2008, cap. 4 § 35.
43. ↑  Sun 2014, p. 208.
44. ↑  Daniels 2018, p. 210.
45. ↑  (EN) Akinobu Kuroda, The Eurasian silver century, 1276-1359: Commensurability and Multiplicity, in Journal of Global History, n. 4, 2009,  pp. 245-269.
46. ↑  Rossabi 1994, p. 418.
47. 1 2 3 4  Coedès 1968, p. 198.
48. ↑  Man 2012.
49. 1 2 3  Coedès 1968, p. 193.
50. ↑  Yule 1874, p. 87.
51. ↑  Harvey 1925, p. 67.
52. ↑  Than Tun 1964, p. 277.
53. ↑  Sun 2014, p. 212.
54. ↑  Haw 2006, p. 105.
55. ↑  Sun 2014, p. 213.
56. ↑  Rossabi 1988, p. 76.
57. ↑  Man 2006, p. 207.
58. ↑  Kim 1971, p. 52.
59. 1 2  Lo 2012, p. 285.
60. 1 2  Grousset 1970, p. 290.
61. 1 2  Lo 2012, p. 286.
62. 1 2  Coedès 1968, pp. 195 e 206.
63. ↑  Ngô 1993, p. 188.
64. ↑  Anderson 2014, p. 123.
65. ↑  Lo 2012, p. 287.
66. ↑  Delgado 2008, p. 158.
67. ↑  Purton 2010, p. 201.
68. ↑  Lo 2012, pp. 288-289.
69. 1 2  Lo 2012, p. 289.
70. ↑  Delgado 2008, p. 159.
71. ↑  Taylor 2013, p. 133.
72. ↑  Yazawin Thit, v. 1, p. 147, nota 3.
73. ↑  Cocks 1919, pp. 24-25.
74. 1 2  Coedès 1968, p. 194.
75. ↑  Harvey 1925, pp. 9–10, 15–16, 29–30 e 307.
76. ↑  Luce in MSK 1961, p. 263.
77. ↑  Than Tun 2002, p. 66.
78. 1 2 3  Yazawin Thit, v. 1, p. 148, nota 10.
79. ↑  Hmannan Yazawin, v. 1, p. 351.
80. ↑  Pan Hla 1968, pp. 28-29.
81. 1 2 3  Stuart-Fox 2001, pp. 88-90.
82. ↑  Gogoi 1956, p. 132.
83. ↑  Coedès 1968, p. 192.
84. ↑  Lo 2012, p. 291.
85. ↑  Man 2012, p. 350.
86. ↑  Anderson 2014, p. 126.
87. ↑  Anderson 2014, p. 125.
88. ↑  Lo 2012, p. 294.
89. ↑  Stone 2017, p. 76.
90. ↑  Lo 2012, p. 295.
91. ↑  Taylor 2013, p. 135.
92. ↑  Wade 2009, p. 20.
93. ↑  Aung-Thwin 1985, p. 195.
94. 1 2 3  Coedes 1968, p. 194.
95. ↑  Yazawin Thit, v. 1, p. 149, nota 3.
96. 1 2  Harvey 1925, p. 69.
97. 1 2 3  Aung-Thwin e Hall 2011, pp. 34-35.
98. ↑  Lieberman 2003, p. 121.
99. ↑  Harvey 1925, pp. 75-76.
100. 1 2 3  Baldanza 2016, p. 24.
101. ↑  Lo 2012, p. 296.
102. 1 2 3  Taylor 2013, p. 136.
103. 1 2  Lo 2012, p. 297.
104. 1 2 3  Baldanza 2016, p. 26.
105. 1 2  Lo 2012, p. 301.
106. 1 2  Miksic e Yian 2016, p. 489.
107. ↑  Man 2012, p. 353.
108. ↑  Coedès 1968, p. 221.
109. ↑  Htin Aung 1967, p. 72.
110. ↑  Grousset 1970, p. 288.
111. ↑  Coedès 1968, pp. 185-187.
112. ↑  Bade 2013, p. 221.
113. ↑  Bade 2013, pp. 250-251 e 254.
114. ↑  Sun 2014, p. 223.
115. ↑  Coedès 1968, p. 206.
116. ↑  Coedès 1968, pp. 208-209.
117. ↑  Groeneveldt 1876, p. 30.
118. ↑  Nugroho 2011, pp. 106-107.
119. ↑  Lo 2012, p. 304.
120. ↑  (EN) Tan Ta Sen e Dasheng Chen, Cheng Ho and Islam in Southeast Asia, Institute of Southeast Asian Studies, 2009, ISBN 9789812308375.
121. ↑  Bade 2013, pp. 51 e 227.
122. ↑  Nugroho 2011, p. 112.
123. ↑  Groeneveldt 1876, p. 22.
124. ↑  Nugroho 2011, p. 113.
125. ↑  Groeneveldt 1876, p. 23.
126. ↑  Bade 2013, pp. 30 e 45.
127. ↑  Groeneveldt 1876, p. 24.
128. ↑  Nugroho 2011, pp. 115 e 118.
129. ↑  Bade 2013, pp. 60 e 219.
130. ↑  Nugroho 2011, pp. 115, 118-119.
131. ↑  Groeneveldt 1876, pp. 25 e 27.
132. ↑  Groeneveldt 1876, p. 27.
133. ↑  Lo 2012, p. 303.
134. ↑  Nugroho 2009, p. 145.
135. ↑  Grousset 1970, p. 291.
136. ↑  Coedès 1968, pp. 213-217.
137. ↑  Htin Aung 1967, pp. 73-83.
138. 1 2  Than Tun 1959, pp. 119-120.
139. ↑  Htin Aung 1967, p. 74.
140. ↑  Than Tun 1959, p. 122.
141. ↑  Than Tun 1964, p. 278.
142. ↑  Harvey 1925, p. 77.
143. 1 2  Than Tun 1964, p. 137.
144. ↑  Than Tun 1959, p. 121.
145. ↑  Harvey 1925, p. 78.
146. ↑  Lieberman 2003, pp. 241-242.
147. 1 2  Harvey 1925, p. 73.
148. ↑  Myint-U 2011, p. 171.
149. ↑  Daniels 2018, pp. 233-236.
150. ↑  (EN) Martin Stuart-Fox, The Lao Kingdom of Lan Xang: Rise and Decline, White Lotus Press, 1998,  p. 40, ISBN 978-974-8434-33-9.
151. ↑  Yule 1874, p. 94.
152. ↑  Phayre 1883, pp. 8-9.
153. ↑  Lieberman 2003, p. 123.
154. ↑  Lieberman 2003, pp. 124-125.
155. ↑  Coedès 1968, pp. 200-201.
156. ↑  Coedès 1968, p. 234.
157. ↑  (EN) Sita W. Dewi, Tracing the glory of Majapahit, in The Jakarta Post, 9 aprile 2013. URL consultato il 5 febbraio 2015.
158. ↑  (FR) Pierre-Yves Manguin, L'Artillerie legere nousantarienne: A propos de six canons conserves dans des collections portugaises, in Arts Asiatiques, n. 32, 1976,  pp. 233-268.
159. ↑  (EN) Anthony Reid, Sojourners and Settlers: Histories of Southeast Asia and the Chinese, University of Hawaii Press, 2001, ISBN 9780824824464.
160. ↑  (EN) Anthony Reid, Charting the Shape of Early Modern Southeast Asia, Silkworm Books, 2000, ISBN 9747551063.
161. ↑  (EN) Pierre-Yves Manguin, The Southeast Asian Ship: An Historical Approach, in Journal of Southeast Asian Studies, vol. 11, 1980,  pp. 266-276.
162. ↑  (ID) Denys Lombard, Nusa Jawa: Silang Budaya, Bagian 2: Jaringan Asia, Jakarta, Gramedia Pustaka Utama, 2005. ed. (FR) Le carrefour javanais. Essai d'histoire globale (The Javanese Crossroads: Towards a Global History), traduzione di Denys Lombard, vol. 2, Parigi, Éditions de l'École des Hautes Études en Sciences Sociales, 1990.
163. ↑  Baldanza 2016, p. 42.
164. ↑  Needham 1987, p. 313.
165. ↑  Needham 1987, p. 240.
166. ↑  Needham 1987, p. 311.

### Fonti
- (AR) Rashid al-Din Hamadani, Jami' al-tawarikh, XIV secolo. ed. (EN) Rashid al-Din Hamadani, The Successors of Genghis Khan, traduzione di John Andrew Boyle, Columbia University Press, 1971.
- Marco Polo, Il Milione, a cura di Antonio Lanza, ed.fuori commercio, L'Unità - Editori Riuniti, 1982  [circa 1298].  e (EN) Henry Yule (a cura di), The book of Ser Marco Polo, the Venetian, concerning the kingdoms and marvels of the East. Vol. 2., ed. critica, John Murray, 1874.
- (ZH) Song Lian (a cura di), 元史S, Yuán ShǐP, lett. "Storia di Yuan" [Storia degli Yuan], 二十四史S, Èrshísì ShǐP, lett. "Ventiquattro Storie", 1370.
- (BM) U Kala, Maha Yazawin, 1–3, 4. rist., Yangon, Ya-Pyei Publishing, 2006  [1724].
- (BM) Maha Sithu, Yazawin Thit, a cura di Kyaw Win e Thein Hlaing, 1–3, 2.ª ed., Yangon, Ya-Pyei Publishing, 2012  [1798].
- (BM) Royal Historical Commission of Burma (a cura di), Hmannan Yazawin, 1–3, 2003ª ed., Yangon, Ministry of Information, Myanmar, 1832.

### Studi
Generici - Impero mongolo e Dinastia Yuan
- (EN) Thomas Allsen, The rise of the Mongolian empire and Mongolian rule in north China. in Franke e Twittchet 1994, pp. 321-413.
- (EN) Christopher Pratt Atwood, Encyclopedia of Mongolia and the Mongol Empire, New York, Facts of File, 2004, ISBN 978-0-8160-4671-3.
- (EN) Peter Connolly, John Gillingham e John Lazenby (a cura di), The Hutchinson Dictionary of Ancient & Medieval Warfare, Routledge, 1998, ISBN 978-1-57958-116-9.
- (EN) James P. Delgado, Khubilai Khan's Lost Fleet: In Search of a Legendary Armada, Vancouver, Douglas & McIntyre, 2008, ISBN 978-0-520-25976-8.
- (EN) Herbert Franke e Denis C. Twittchet (a cura di), The Cambridge History of China - Volume 6: Alien regimes and border states, 907—1368, Cambridge, Cambridge University Press, 1994.
- (EN) René Grousset, The Empire of the Steppes, Rutgers University Press, 1970, ISBN 978-0-8135-1304-1.
- (EN) Stephen G. Haw, Marco Polo's China: A Venetian in the Realm of Khubilai Khan, Taylor & Francis, 2006.
- (EN) Stephen G. Haw, The deaths of two Khaghans: a comparison of events in 1242 and 1260, in Bulletin of the School of Oriental and African Studies, University of London, vol. 76, 2013,  pp. 361-371, DOI:10.1017/S0041977X13000475, JSTOR 24692275.
- (EN) John E. Herman, Amid the Clouds and Mist China's Colonization of Guizhou, 1200–1700, Harvard University Asia Center, 2020, ISBN 978-0-674-02591-2.
- (EN) Charles O. Hucker, China's Imperial Past: An Introduction to Chinese History and Culture, Stanford University Press, 1975, ISBN 9780804723534.
- (EN) Jung-pang Lo, China as a Sea Power, 1127-1368: A Preliminary Survey of the Maritime Expansion and Naval Exploits of the Chinese People During the Southern Song and Yuan Periods, a cura di Bruce A. Elleman, Singapore, NUS Press, 2012, ISBN 9789971695057.
- (EN) John Man, Kublai Khan, Bantam Press, 2006.
- (EN) Frederick W. Mote, Imperial China: 900-1800, Cambridge, Massachusetts, Harvard University Press, 1999, ISBN 0674012127.
- (EN) Joseph Needham, Science & Civilisation in China, V:5 pt. 7: The Gunpowder Epic, Cambridge University Press, 1987, ISBN 0-521-30358-3.
- (EN) Peter Purton, A History of the Late Medieval Siege 1200-1500, The Boydell Press, 2010.
- (EN) Morris Rossabi, The reign of Khubilai Khan, 1988. in Franke e Twittchet 1994, pp. 414-489.
- (EN) Morris Rossabi, Khubilai Khan: His Life and Times, University of California Press, 1988.
- (EN) Zofia Stone, Genghis Khan: A Biography, Vij Books India Pvt Ltd, 2017, ISBN 978-93-86367-11-2.
- (EN) Laichen Sun, Imperial Ideal Compromised: Northern and Southern Courts Across the New Frontier in the Early Yuan Era, in James A. Anderson e John K. Whitmore (a cura di), China's Encounters on the South and Southwest: Reforging the Fiery Frontier Over Two Millennia, Brill, 2014,  pp. 193-231.
- (EN) Hans Ulrich Vogel, Marco Polo was in China: New evidence from currencies, salt and revenue, Leida, Koninklijke Brill, 2013.
- (EN) Jack Weatherford, Genghis Khan and the Making of the Modern World, Three Rivers Press, 2005, ISBN 978-0-609-80964-8.

Generici - Sud-est asiatico
- (EN) Richard Bulliet [et al.], The Earth and Its Peoples: A Global History, Cengage Learning, 2014, ISBN 9781285965703.
- (EN) George Coedès, The Indianized States of South-East Asia, 3.ª ed., University of Hawaii Press, 1968  [1944], ISBN 9780824803681.
- (EN) Padmeswar Gogoi, The political expansion of the Mao Shans (PDF), in Journal of the Siam Society, n. 44, 1956.
- (EN) Victor B. Lieberman, Strange Parallels: Southeast Asia in Global Context, c. 800–1830, volume 1, Integration on the Mainland, Cambridge University Press, 2003, ISBN 978-0-521-80496-7.
- (EN) John Norman Miksic e Go Geok Yian, Ancient Southeast Asia, Taylor & Francis, 2016, ISBN 978-1-317-27903-7.
- (EN) Hugh Dyson Walker, East Asia: A New History, 2012, ISBN 978-1477265161.

Birmania
- (EN) Michael Arthur Aung-Thwin, Pagan: The Origins of Modern Burma, Honolulu, University of Hawai'i Press, 1985, ISBN 0-8248-0960-2.
- (EN) Michael Arthur Aung-Thwin e Kenneth R. Hall, New Perspectives on the History and Historiography of Southeast Asia, Routledge, 2011, ISBN 9781136819643.
- (EN) Samuel W. Cocks, A Short History of Burma, 2.ª ed., Londra, Macmillan and Co., 1919.
- (EN) G. E. Harvey, History of Burma: From the Earliest Times to 10 March 1824, Londra, Frank Cass & Co. Ltd, 1925.
- (EN) Maung Htin Aung, A History of Burma, New York w Londra, Cambridge University Press, 1967.
- (EN) Thant Myint-U, The River of Lost Footsteps—Histories of Burma, Farrar, Straus and Giroux, 2006, ISBN 978-0-374-16342-6.
- (EN) Thant Myint-U, Where China Meets India: Burma and the New Crossroads of Asia, New York, Farrar, Straus and Giroux, 2011, ISBN 978-0-374-16342-6.
- (BM) Nai Pan Hla, Razadarit Ayedawbon, 8. rist., Yangon, Armanthit Sarpay, 2005  [1968].
- (EN) Arthur P. Phayre, History of Burma, 1967ª ed., Londra, Susil Gupta, 1883.
- (EN) Martin Stuart-Fox, Review of "Myth and History in the Historiography of Early Burma" by Michael A. Aung-Thwin, in Journal of the Economic and Social History of the Orient, vol. 44, n. 1, Brill, 2001,  pp. 88-90, JSTOR 3632565.
- (EN) Than Tun, History of Burma: A.D. 1300–1400, in Journal of Burma Research Society, XLII, II, dicembre 1959.
- (BM) Than Tun, Studies in Burmese History, vol. 1, Yangon, Maha Dagon, 1964.

Giava
- (EN) David W. Bade, Khubilai Khan and the Beautiful Princess of Tumapel: the Mongols Between History and Literature in Java, Ulaanbaatar, A. Chuluunbat, 2002.
- (EN) David W. Bade, Of Palm Wine, Women and War: The Mongolian Naval Expedition to Java in the 13th Century, Singapore, Institute of Southeast Asian Studies, 2013.
- (EN) Willem Pieter Groeneveldt, Notes on the Malay Archipelago and Malacca Compiled from Chinese Sources, Batavia, W. Bruining, 1876.
- (EN) Irawan Djoko Nugroho, Majapahit Peradaban Maritim, Jakarta, Suluh Nuswantara Bakti, 2011, ISBN 978-602-9346-00-8.
- (EN) Irawan Djoko Nugroho, Meluruskan Sejarah Majapahit, Ragam Media, 2009.

Vietnam
- (EN) James A. Anderson, Man and Mongols: the Dali and Đại Việt Kingdoms in the Face of the Northern Invasions, in James A. Anderson e John K. Whitmore (a cura di), China's Encounters on the South and Southwest: Reforging the Fiery Frontier Over Two Millennia, United States, Brill, 2014,  pp. 106-134, ISBN 978-9-004-28248-3.
- (EN) Etienne Aymonier, The History of Tchampa (the Cyamba of Marco Polo, Now Annam Or Cochin-China), Oriental University Institute, 1893.
- (EN) Kathlene Baldanza, Ming China and Vietnam: Negotiating Borders in Early Modern Asia, Cambridge University Press, 2016, ISBN 978-1-316-53131-0.
- (EN) P. D. Buell, Mongols in Vietnam: End of one era, beginning of another, in Nome Congress of the Asian Association of World Historian, Osaka University Nakanoshima-Center, 29-31 May 2009, 2009.
- (EN) Oscar Chapuis, A history of Vietnam: from Hong Bang to Tu Duc, Greenwood Publishing Group, 1995, ISBN 0-313-29622-7.
- (EN) George Dutton, Jayne Werner e John K. Whitmore (a cura di), Sources of Vietnamese Tradition, Columbia University Press, 2012, ISBN 978-0-231-51110-0.
- (VI) Văn Tấn Hà e Thị Tâm Phạm, III: Cuộc kháng chiến lần thứ nhất, in Cuộc kháng chiến chống xâm lược Nguyên Mông thế kỉ XIII, 2003, ISBN 978-604-89-3615-0.
- (VI) Trần Trọng Kim, Việt Nam sử lược, Saigon, Center for School Materials, 1971.
- (VI) Ngô Sĩ Liên, Đại Việt sử ký toàn thư, Hanoi, Social Science Publishing House, 1993.
- (EN) G. Simons, The Vietnam Syndrome: Impact on US Foreign Policy, Palgrave Macmillan, 1998.
- (EN) Keith W. Taylor, A History of the Vietnamese, Cambridge University Press, 2013.
- (EN) Hong Lien Vu e Peter Sharrock, Descending Dragon, Rising Tiger: A History of Vietnam, Reaktion Books, 2014.

Yunnan
- (EN) Christian Daniels, The Mongol-Yuan in Yunnan and ProtoTai/Tai Polities during the 13th-14th Centuries, in Journal of the Siam Society, n. 106, 2018.
- (EN) Bin Yang, Between Winds and Clouds: The Making of Yunnan, su http://www.gutenberg-e.org/, Columbia University Press, 2008.